# Шериев, Иналбек Асланович
Иналбек Асланович Шериев (18 января 2001, Кабардино-Балкария, Россия) — российский борец вольного стиля. Призёр чемпионата мира, чемпион России. Мастер спорта России.

## Спортивная карьера
Черкес, уроженец Кабардино-Балкарии. Является воспитанником СШОР села Дейское.

В начале июня 2018 года в Москве стал победителем первенства России среди юношей до 18 лет.
 
3 июля 2018 года в Загребе в финале первенства мира среди юношей уступил Турану Байрамову из Азербайджана. 
27 сентября 2019 года ему было присвоено звание мастер спорта России. 
2 декабря 2020 года победил на юниорском первенстве России в Смоленске, в финале одолел Александра Балтуева из Иркутска. 
В середине мая 2021 года в Скопье Шериев завоевал бронзовую медаль на первенстве Европы среди атлетов до 23 лет в весовой категории до 70 кг, обыграв в схватке за 3 место со счетом 8:2 Георги Элбакидзе из Грузии.
В начале ноября 2022 года во Владикавказе победил на всероссийском турнире «Мемориал Андиева», в финале взял вверх над Ибрагимом Абдурахмановым из Дагестана.  
27 января 2023 года в Красноярске в финале международного турнира памяти Ивана Ярыгина уступил Евгению Жербаеву из Бурятии.
 
20 июня 2023 года в полуфинале чемпионата России в Каспийске одолел Курбана Шираева из Дагестана. 21 июня 2023 года в финале проиграл Евгению Жербаеву, став серебряным призёром чемпионата России. 
В мае 2024 года впервые выиграл чемпионат России в весе до 70 кг.

На чемпионате мира 2024 года в Тиране стал бронзовым призёром в весовой категории до 70 кг.

## Спортивные результаты
- Первенство России по вольной борьбе среди юношей U18 2018 — ;
- Первенство мира по вольной борьбе среди юношей 2018 — ;
- Первенство России по вольной борьбе среди юниоров U20 2020 — ;
- Первенство Европы по вольной борьбе среди молодёжи U23 2021 — ;
- Международный турнир по вольной борьбе памяти Ивана Ярыгина 2023 — ;
- Международный турнир по вольной борьбе памяти Али Алиева 2023 -
- Чемпионат России по вольной борьбе 2023 — ;
- Игры стран СНГ 2023 — ;
- Первенство России по вольной борьбе среди молодежи U23 2023 - ;
- Первенство мира по вольной борьбе среди молодежи U23 2023 — ;
- Чемпионат России по вольной борьбе 2024 — ;
- Чемпионат Европы по борьбе среди спортсменов до 23 лет (Баку, 2024) — ;
- Чемпионат мира по вольной борьбе 2024 — ;